# Кельстербах
Кельстербах (нім. Kelsterbach) — місто в Німеччині, знаходиться в землі Гессен. Підпорядковується адміністративному округу Дармштадт. Входить до складу району Грос-Герау.
Площа — 15,38 км2. Населення становить 16 983 ос. (станом на 31 грудня 2020).